# ندى (اسم)
ندى اسم علم مؤنث عربي: أصله ومعناه: الطلّ، البلل الذي يبدو على الأزهار صباحاً، وقد يعني الندى: الجود، الكرم، المطر، الكلأ، نوع من البخور. ويسمى به الذكور أيضاً.
وهو اسم علم شخصي مؤنث، وله انتشار في العالم العربي والإسلامي.
ولقد ورد هذا الأسم مركبا (قطر الندى)، ومن ذلك أسم قصة (قطر الندى والأقزام السبعة)، ومن الأفلام اسم فلم قطر الندى، ومن الكتب ورد كتاب قطر الندى وبل الصدى.

## الشخصيات
- ندى طليلة ( توفيت في عام 1931م) وهي مترجمة يونانية تربوية من سوريا.
- ندى بسيوني ممثلة مصرية من مواليد 1963م.
- قطر الندى، وهي (أسماء بنت خمارويه بن أحمد بن طولون) (توفيت سنة 287 هـ - 900 م), هي من أشهر النساء اللاتي لقبن بقطر الندى في تاريخ مصر. ويرجع ذلك إلى ما أحاط حفل زفافها من مظاهر الأبهة والعظمة، حين زوجها أبوها من الخليفة العباسي المعتضد بالله.